# Società Romana di Nuoto
La Società Romana di Nuoto è una società pallanuotistica di Roma.

## Storia
La Società Romana di Nuoto nasce a Roma nel 1889 per iniziativa di Romano Guerra. Per questo è, in ordine cronologico, la prima società italiana esclusivamente natatoria. Durante la sua storia ultracentenaria la società ha sempre avuto come sede il celebre barcone situato sul fiume Tevere.
Nel 1919 la società inizia anche l'attività di tuffi, con appositi trampolini sul Tevere: pionieri sono il romano Gaetano Lanzi ed il forlivese Raniero Pasqui (a volte citato erroneamente come Ranieri).

## Società

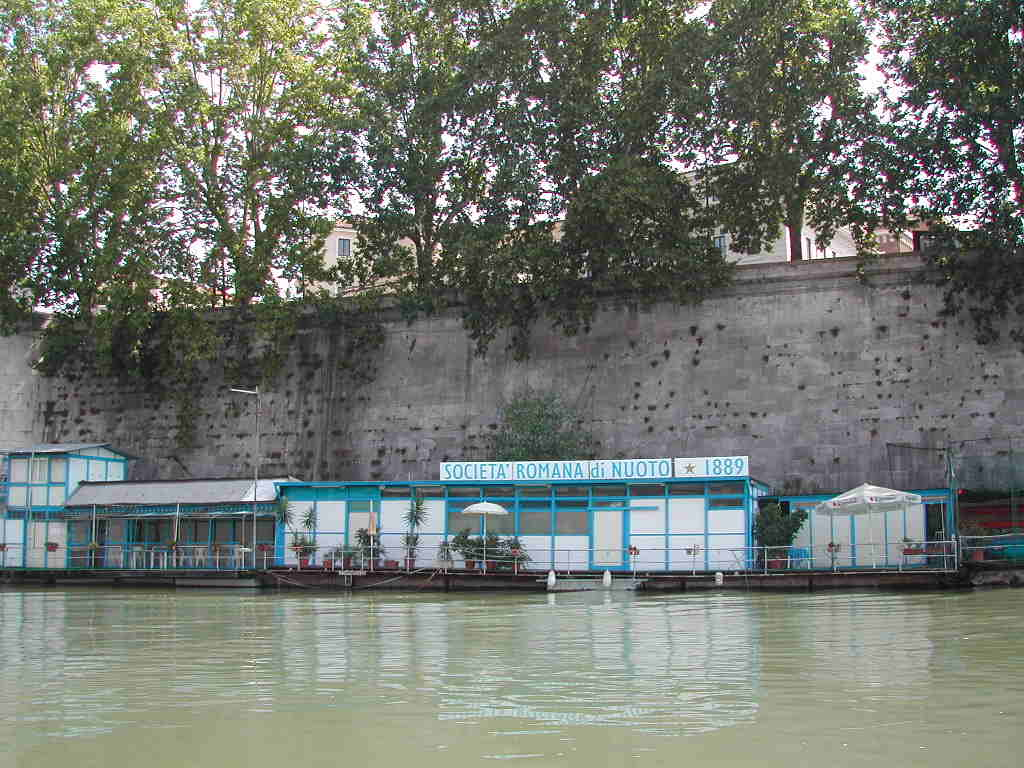
Il barcone della società

### Organigramma
Dal sito internet ufficiale della società.
- Presidente
Renato d'Ulisse
- Vice Presidente
Stefano Ciampicacigli
- Tesoriere
Aurelio Mortet
- Segretario
Dante Mortet